# Eugnosta jequiena
Eugnosta jequiena es una especie de polilla de la tribu Cochylini, familia Tortricidae.
Fue descrita científicamente por Razowski & Becker en 2007.
Su envergadura es de 11 mm. 

## Distribución
Se encuentra en Brasil (Bahía).

## Etimología
El nombre de la especie se refiere a la localidad tipo.